# Brabant (pokrajina)
Pokrajina Brabant bila je dio Ujedinjenog Kraljevstva Nizozemske od 1815. do 1830., te Belgije od 1830. do 1995.godine. Tada je podijeljena na Flamanski Brabant, Valonski Brabant i Briselsku regiju.

## Povijest

### Ujedinjeno Kraljevstvo Nizozemske
Nakon Napoleonovog poraza 1815., na Bečkom kongresu stvoreno je Ujedinjeno Kraljevstvo Nizozemske koje se sastojalo od teritorija koje je Napoleon pripojio Francuskoj: Republike sedam ujedinjenih pokrajina i Južne Nizozemske.
U ovom novom kraljevstvu, bivši francuski departman Dyle postao je dio nove pokrajine Južni Brabant, koja je nazvana po bivšoj Grofoviji Brabant.

### Belgija
Nakon proglašenja neovisnosti Belgije 1830., Južna Nizozemska postala je samostalna država Belgija,a kasnije jednim dijelom i Luksemburg. Brabant je postao središnja pokrajina u Belgiji, s glavnim gradom Bruxellesom.
Godine 1989., stvorena je Regija glavnoga grada Bruxellesa (Briselska regija), ali ta regija se i dalje nalazila unutar pokrajine Brabant.
Godine 1995., pokrajina Brabant podijeljena je na Flamanski Brabant gdje se govori nizozemski, Valonski Brabant gdje se govori francuski, te dvojezičnu Briselsku regiju.